# Sandfjorden (Mehamn)
 For alternative betydninger, se Sandfjorden. (Se også artikler, som begynder med Sandfjorden)
Sandfjorden er en fjord  på Nordkinnhalvøen i Gamvik kommune i Troms og Finnmark fylke i Norge. Fjorden har indløb mellem Bispen i vest og Bjørkevikneset i øst og går fem kilometer mod sydvest til bebyggelsen Langstranda for enden af fjorden.
Fylkesvej 263 (Finnmark)  passerer enden af fjorden.